# Donkey Kongs värld
Donkey Kongs värld (på engelska Donkey Kong Country) är en kanadensisk-fransk datoranimerad TV-serie. Den är baserad på Nintendo-franchisen Donkey Kong, såsom han porträtteras i TV-spelserien Donkey Kong Country som blev utgiven av Nintendo och Rare. TV-serien visades för första gången i Frankrike 4 september 1996 och hade premiär i USA på Fox Kids 15 augusti 1997, som då endast visade de två första avsnitten. Serien visades sedan på Fox Family. I Kanada visades serien i Teletoon.
Donkey Kongs värld var en av de första TV-serierna som var helt datoranimerad med motion capture, vilket matchade 3D-stilen i TV-spelen.
Serien har sänts på Canal+ och senare TV4 i Sverige.

## Röster

### Franskspråkiga röster (säsong 1, Québec)
- Donkey Kong - Okänd
- Diddy Kong - Hervé Grull
- Dixie Kong - Okänd
- Candy Kong - Camille Cyr-Desmarais
- Cranky Kong - Yves Massicotte
- Funky Kong - Okänd
- Bluster Kong - Daniel Lesourd
- King K. Rool - Éric Gaudry
- Allmänt Klump - Jean Brousseau
- Krusha - Okänd
- Eddie - Okänd
- Polly Roger - Luba Goy
- Inka Dinka Doo - Okänd
- Kong Fu - Okänd

### Franskspråkiga röster (säsong 2, Frankrike)
- Donkey Kong - Franck Capillery
- Diddy Kong - Lucile Boulanger
- Dixie Kong - Annie Barclay
- Candy Kong - Odile Schmitt
- Cranky Kong - Yves Barsacq
- Funky Kong - Emmanuel Curtil
- Bluster Kong - Patrice Dozier
- King K. Rool - Michel Tugot-Doris
- Allmänt Klump - Jacques Bouanich
- Krusha - Daniel Patrice
- Eddie - Okänd
- Polly Roger - Okänd
- Inka Dinka Doo - Okänd

### Engelskspråkiga röster
- Donkey Kong - Richard Yearwood
- Diddy Kong - Andrew Sabiston
- Dixie Kong - Louise Vallance
- Candy Kong - Joy Tanner
- Cranky Kong - Aaron Tager
- Funky Kong - Damon D'Oliveira
- Bluster Kong - Donald Burda
- King K. Rool - Benedict Campbell
- Allmänt Klump - Adrian Truss
- Krusha - Len Carlson
- Eddie - Damon D'Oliveira
- Polly Roger - Rick Jones
- Inka Dinka Doo - Rick Jones
- Kong Fu - Len Carlson

Andra röster: Len Carlson, Lawrence Bayne, John Stocker, Dan Hennessy], Rick Jones m. fl.

### Svenskspråkiga röster
- Donkey Kong - Niclas Wahlgren
- Diddy Kong - Linus Wahlgren
- Dixie Kong - Annika Rynger
- Candy Kong - Annelie Berg
- Cranky Kong - Gunnar Ernblad
- Funky Kong - Peter Sjöquist
- Bluster Kong - Dick Eriksson
- King K. Rool - Johan Hedenberg
- Allmänt Klump - Hasse Jonsson
- Krusha - Okänd
- Eddie - Okänd
- Polly Roger - Okänd
- Inka Dinka Doo - Okänd
- Kong Fu - Okänd

Andra röster: Hasse Jonsson m fl.